# Championnat de Jordanie de football 2011-2012
Navigation
Saison précédente Saison suivante
La saison 2011-2012 du Championnat de Jordanie de football est la soixante-troisième édition du championnat de première division en Jordanie.
La compétition est disputée sous forme de poule unique où les douze meilleurs clubs du pays s'affrontent deux fois au cours de la saison, à domicile et à l'extérieur. En fin de saison, les deux derniers du classement sont relégués et remplacés par les deux meilleurs clubs de deuxième division.
C'est le club d'Al Faisaly Club qui remporte la compétition après avoir battu lors de la finale pour le titre Al Ramtha SC, les deux clubs ayant terminé à égalité en tête du classement final. Le tenant du titre, Al-Weehdat Club, complète le podium à onze points du duo de tête. C'est le trente-deuxième titre de champion de Jordanie de l'histoire du club, qui réussit même le doublé en s'imposant en finale de la Coupe de Jordanie face à Mansheyat Bani Hasan.

## Les clubs participants
| - Al-Weehdat Club - Al Yarmouk Amman - Al Jalil - Promu de D2 - Shabab Al-Ordon Club - Al Jazira Amman - Al Ramtha SC | - Mansheyat Bani Hasan - Al-Faisaly Club - Al Buqa'a - Al Arabi Irbid - That Ras - Promu de D2 - Kfarsoum SC |

## Compétition
Le barème utilisé pour établir le classement est le suivant :
- Victoire : 3 points
- Match nul : 1 point
- Défaite : 0 point

### Classement
| Rang | Équipe               | Pts | J  | G  | N | P  | Bp | Bc | Diff |
| ---- | -------------------- | --- | -- | -- | - | -- | -- | -- | ---- |
| 1    | Al Faisaly ClubC     | 51  | 22 | 16 | 3 | 3  | 50 | 17 | +33  |
| 2    | Al Ramtha SC         | 51  | 22 | 15 | 6 | 1  | 45 | 15 | +30  |
| 3    | Al-Weehdat ClubT     | 40  | 22 | 11 | 7 | 4  | 34 | 18 | +16  |
| 4    | Al Buqa'a            | 36  | 22 | 10 | 6 | 6  | 30 | 26 | +4   |
| 5    | Shabab Al-Ordon Club | 28  | 22 | 7  | 7 | 8  | 26 | 25 | +1   |
| 6    | Al Arabi Irbid       | 28  | 22 | 7  | 7 | 8  | 28 | 32 | -4   |
| 7    | Al-Jazira Amman      | 27  | 22 | 7  | 6 | 9  | 26 | 31 | -5   |
| 8    | That RasP            | 24  | 22 | 5  | 9 | 8  | 31 | 36 | -5   |
| 9    | Mansheyat Bani Hasan | 24  | 22 | 6  | 6 | 10 | 30 | 36 | -6   |
| 10   | Al Yarmouk Amman     | 21  | 22 | 5  | 6 | 11 | 19 | 35 | -16  |
| 11   | Al JalilP            | 17  | 22 | 3  | 8 | 11 | 22 | 40 | -18  |
| 12   | Kfarsoum SC          | 13  | 22 | 4  | 1 | 17 | 26 | 56 | -30  |

|  | Qualification pour la Coupe de l'AFC 2013 et pour la finale pour le titre                |
|  | Qualification pour la Coupe de l'UAFA 2012-2013                                          |
|  | Relégation directe en deuxième division                                                  |
|  | T : Tenant du titre C : Vainqueur de la Coupe de Jordanie P : Promu de deuxième division |

### Matchs

#### Match pour le titre
| Équipe 1        | Résultat | Équipe 2     |
| --------------- | -------- | ------------ |
| Al Faisaly Club | 3 - 0    | Al Ramtha SC |

## Bilan de la saison
| Championnat de Jordanie de football 2011-2012 |                             |
| Champion                                      | Al Faisaly Club (32e titre) |
| Coupes et trophées                            |                             |
| Vainqueur de la Coupe de Jordanie 2011-2012   | Al-Weehdat Club             |
| Qualifications continentales                  |                             |
| Coupe de l'AFC 2013                           | Al Faisaly Club             |
| Coupe de l'AFC 2013                           | Al-Weehdat Club             |
| Promotions et relégations                     |                             |
| Promus en première division                   | Al-Sareeh SC                |
| Promus en première division                   | Shabab Al-Hussein           |
| Relégués en deuxième division                 | Al Jalil                    |
| Relégués en deuxième division                 | Kfarsoum SC                 |